# Космос-2230
Космос-2230 је један од преко 2400 совјетских вјештачких сателита лансираних у оквиру програма Космос.
Космос-2230 је лансиран са космодрома Плесецк, Русија, 12. јануара 1993. Ракета-носач Космос је поставила сателит у орбиту око планете Земље. 